# Direito de resposta
O direito de resposta é o direito que uma pessoa tem de se defender de críticas públicas no mesmo meio em que foram publicadas. Refere-se, portanto, ao direito de oferecer uma resposta de esclarecimento quanto um jornal ou programa de TV apresenta um conteúdo que possa levar ao erro de interpretações que gerem vantagens por falsos argumentos.

## Na Europa
Na Europa, têm havido propostas para a aplicação de direito de resposta legalmente obrigatório que se aplicaria a todos os meios de comunicação social, incluindo jornais, revistas e outros meios escritos, a par também das rádios, televisão e internet. O artigo 1 de uma proposta de 2004 do Conselho da Europa definiu o direito de resposta como: oferecer a possibilidade para reagir a qualquer informação  nos meio de comunicação social que apresentem factos imprecisos que afectem os direitos pessoais.

## No Brasil
No ordenamento jurídico brasileiro o instituto do direito de resposta tem égide na Constituição do Brasil e a matéria é regulada pela Lei Nacional nº 13.188, de 11 de novembro de 2015, que dispõe sobre o direito de resposta ou retificação do ofendido em matéria divulgada, publicada ou transmitida por veículo de comunicação social.